# Fleskalebas

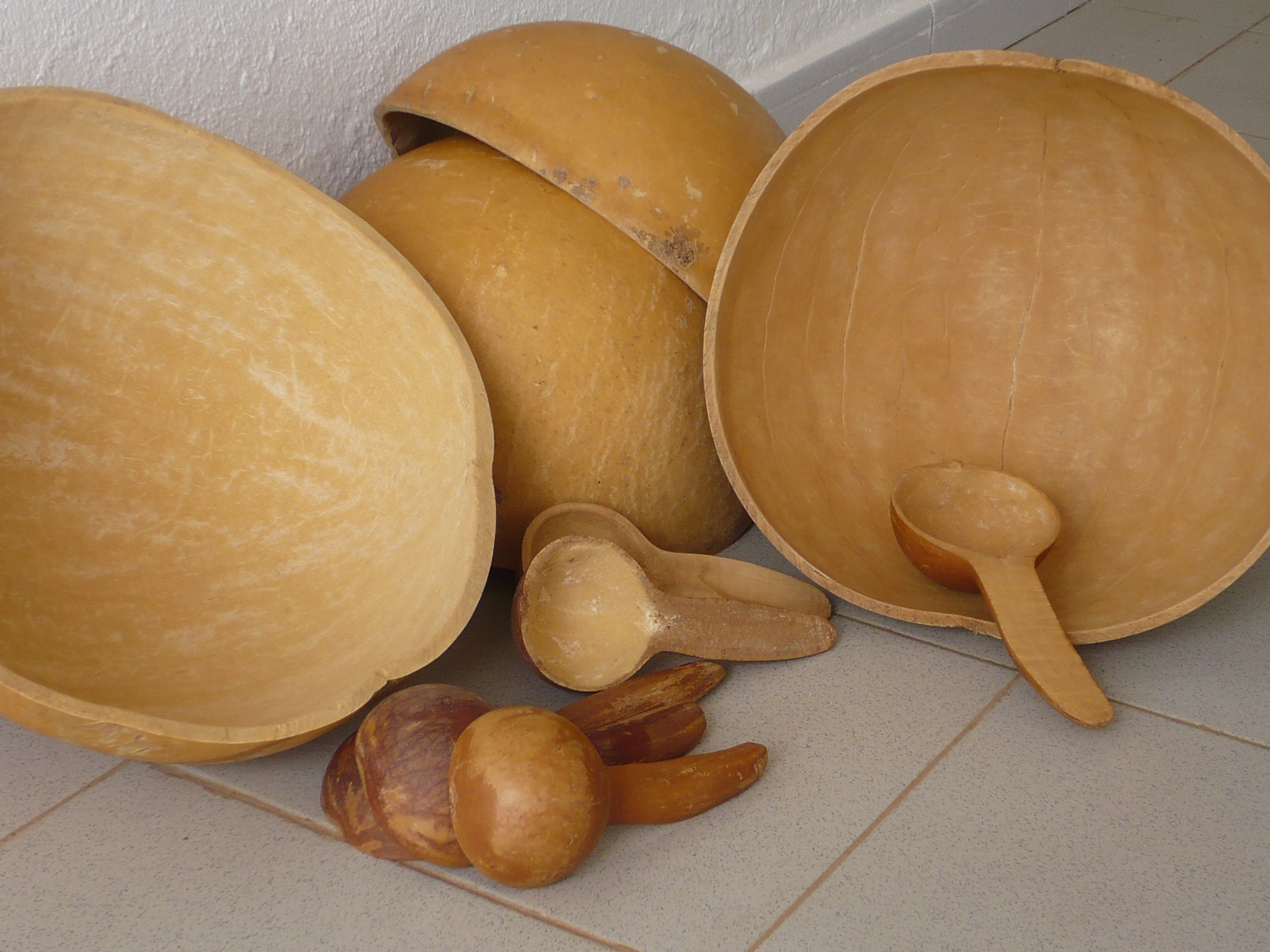
Verzameling schalen en lepels gemaakt van fleskalebas (Sikasso, Mali 2007)

De fleskalebas (Lagenaria siceraria) is een eenjarige, eenhuizige, kruipende of klimmende, kruidachtige plant uit de komkommerfamilie (Cucurbitaceae). De soort vormt meer dan 10 m lange, gegroefde, klierachtig behaarde stengels met vertakte ranken. De bladstelen zijn 5-30 cm lang. De afwisselend geplaatste bladeren zijn 10-40 cm breed, ovaal, getand, ongelobd of drie- tot zevenlobbig. Als de bladeren gekneusd worden, ruiken ze naar muskus.
De tot 10 cm brede bloemen staan solitair in de bladoksels. De vijf kroonbladen zijn wit en wollig behaard. De mannelijke bloemen hebben 5-25 cm lange bloemstelen. De vrouwelijke bloemen zijn kortgesteeld.
De vruchten variëren sterk in vorm en grootte. Ze kunnen rond, peervormig, buikig, fles- of knotsvormig zijn. Vaak zijn ze gekromd. De vruchten kunnen tot 1 m lang worden. De rijpe, harde schil is groen of wit gespikkeld tot wit. De schil is zelden geribd of rimpelig. Het vruchtvlees van jonge vruchten is sappig en wit-groenig van kleur. Sommige rassen smaken bitter, deze zijn giftig. De vruchten bevatten witte of bruine, tot 2 cm grote zaden. Bij oudere kalebassen verschrompelt het vruchtvlees en blijven alleen de harde, houtige, bruine schil en de zaden over.
De fleskalebas kan worden gekookt en gestoofd en als groente worden geserveerd. Van bittere kalebassen zijn alleen de zaden eetbaar. Ook zijn de bladeren en jonge scheuten eetbaar. Houtige fleskalebassen worden ook gebruikt voor houtsnijwerk als lepels, bekers, olie- en waterkruiken, schotels, borden, potten, hoeden en drijvers voor visnetten. Ook worden er kunstvoorwerpen en muziekinstrumenten als de Afrikaanse marimba, de luit, de Indiase sitar, trommels en ratels van gemaakt. In Nieuw-Guinea wordt de fleskalebas ook als peniskoker (holim, koteka) gebruikt.
De fleskalebas komt van nature voor in tropisch Afrika, waar ook vele verwante soorten in het wild groeien. De fleskalebas werd al in 6000 v.Chr. verbouwd in Zuid-Amerika en is in 3500 jaar oude graven in Egypte aangetroffen. Het is een van de weinige nutsgewassen die al in de prehistorie op twee continenten tegelijkertijd werd verbouwd. De fleskalebas wordt tegenwoordig wereldwijd in de (sub)tropen geteeld.
De fleskalebas moet niet verward worden met de flespompoen, wat een ras is van de muskaatpompoen (Cucurbita moschata).

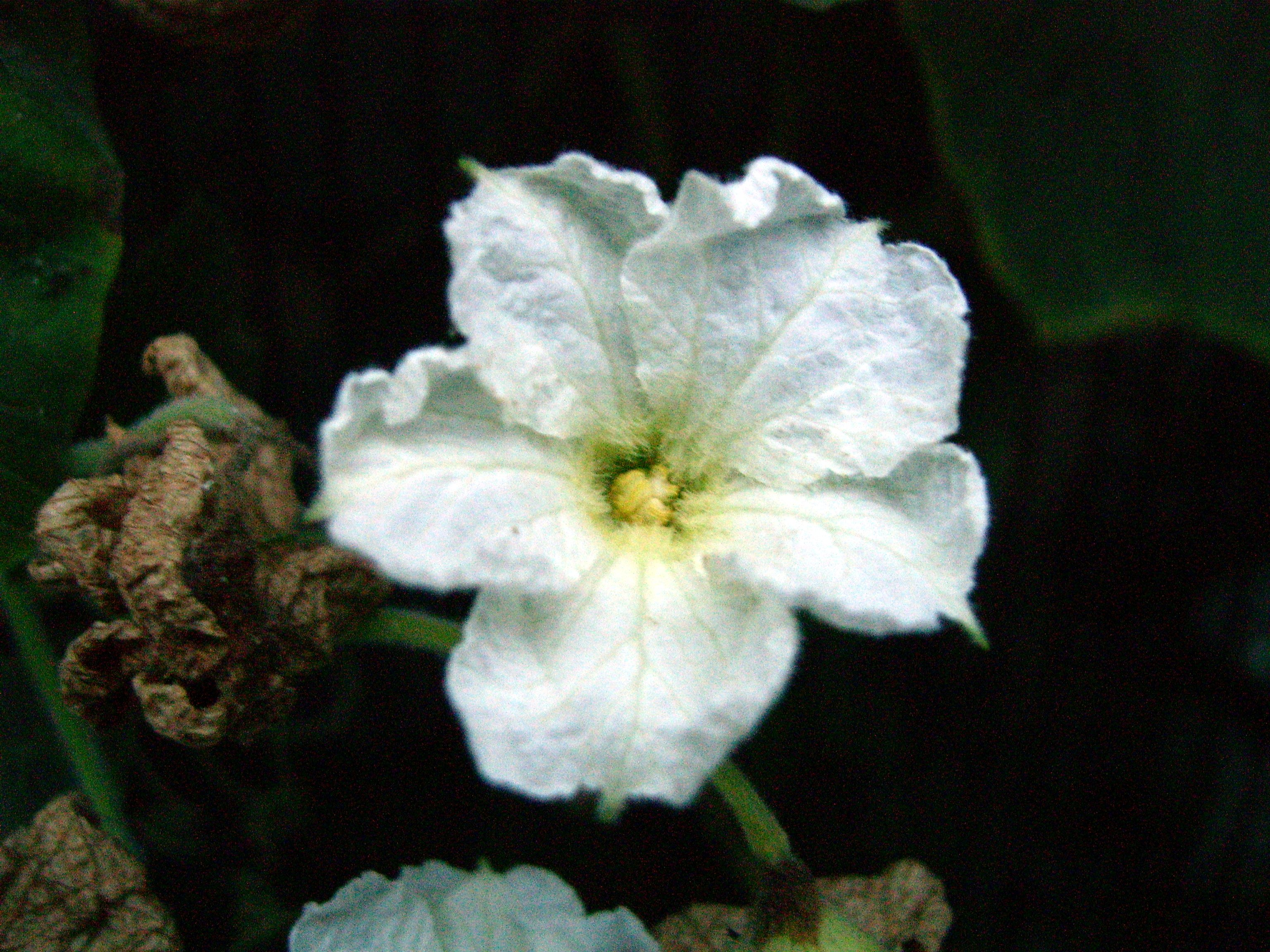
Bloem
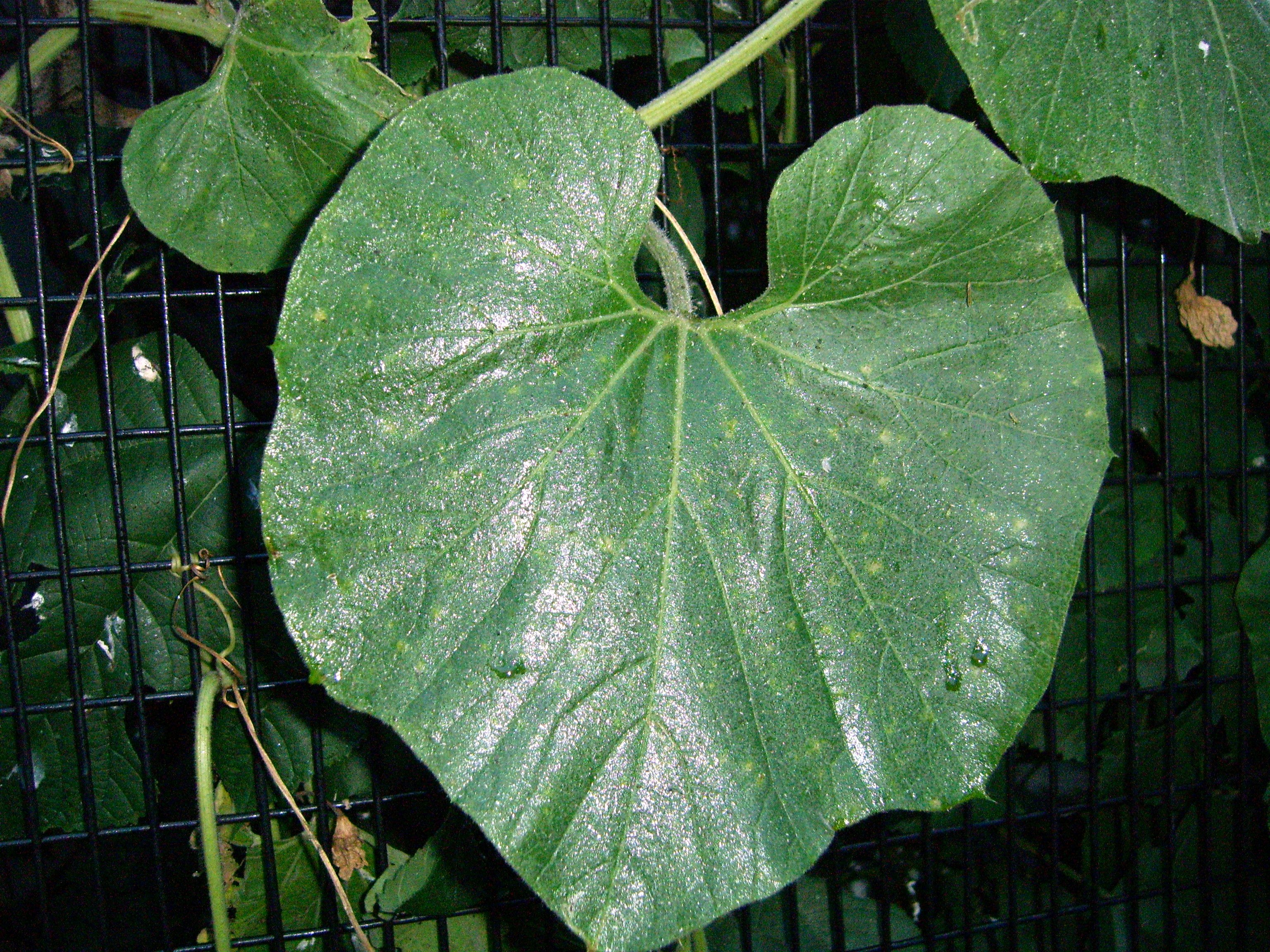
Blad
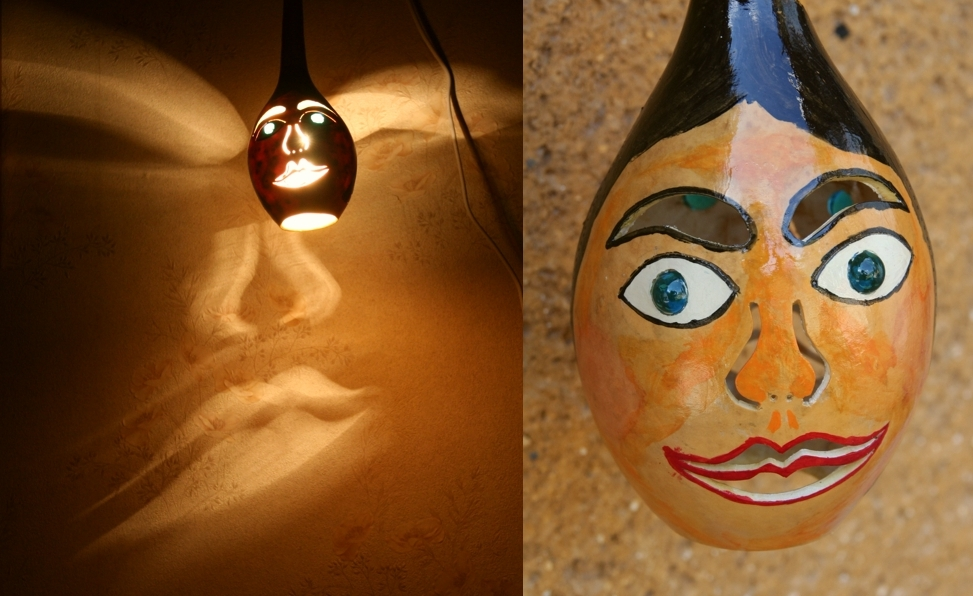
Uit fleskalebas gemaakte hoofdvormige lamp
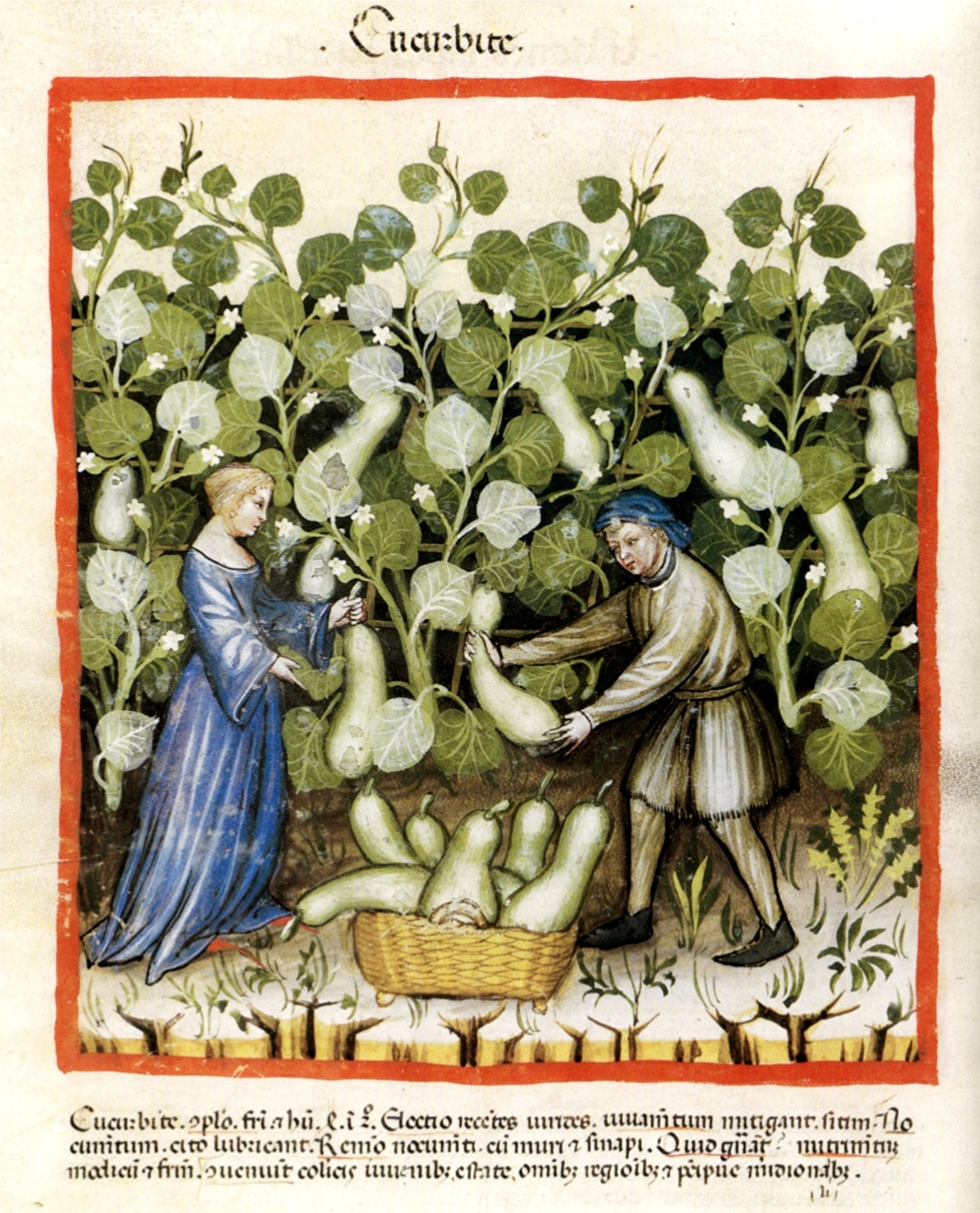
Afbeelding uit de Codex Tacuinum Sanitatis, het zou goed zijn voor cholerische persoonlijkheden